# Kyburg
Kyburg är en ort i kommunen Illnau-Effretikon i kantonen Zürich i Schweiz. Den ligger cirka 5 kilometer söder om Winterthur. Orten har 355 invånare (2023). I orten finns slottet Kyburg.
Orten var före den 1 januari 2016 en egen kommun, men inkorporerades då i kommunen Illnau-Effretikon.